# Dadeville (Missouri)
Dadeville és una població dels Estats Units a l'estat de Missouri. Segons el cens del 2000 tenia 224 habitants.

## Demografia
Segons el cens del 2000, Dadeville tenia 224 habitants, 93 habitatges, i 66 famílies. La densitat de població era de 87,4 habitants per km².
Dels 93 habitatges en un 26,9% hi vivien nens de menys de 18 anys, en un 64,5% hi vivien parelles casades, en un 4,3% dones solteres, i en un 28% no eren unitats familiars. En el 23,7% dels habitatges hi vivien persones soles el 12,9% de les quals corresponia a persones de 65 anys o més que vivien soles. El nombre mitjà de persones vivint en cada habitatge era de 2,41 i el nombre mitjà de persones que vivien en cada família era de 2,82.
Per edats la població es repartia de la següent manera: un 21,9% tenia menys de 18 anys, un 10,7% entre 18 i 24, un 24,6% entre 25 i 44, un 23,2% de 45 a 60 i un 19,6% 65 anys o més.
L'edat mediana era de 39 anys. Per cada 100 dones de 18 o més anys hi havia 84,2 homes.
La renda mediana per habitatge era de 27.000 $ i la renda mediana per família de 30.000 $. Els homes tenien una renda mediana de 21.250 $ mentre que les dones 15.000 $. La renda per capita de la població era d'11.135 $. Entorn del 19,1% de les famílies i el 16% de la població estaven per davall del llindar de pobresa.

## Poblacions més properes
El següent diagrama mostra les poblacions més properes.